# Cena Patricka Dewaere
Cena Patricka Dewaere je francouzská filmová cena, udělována od roku 2008 každoročně mladému a nadějnému francouzskému herci. Je pojmenována na počest francouzského herce Patricka Dewaere.
Vznikla jako náhrada předchozí Ceny Jeana Gabina, která existovala v letech 1981 až 2006. Jejím ženským ekvivalentem je Cena Romy Schneider.

## Seznam oceněných
- 2008 : Jocelyn Quivrin
- 2009 : Louis Garrel
- 2010 : Tahar Rahim
- 2011 : Gilles Lellouche
- 2012 : JoeyStarr
- 2013 : Raphaël Personnaz
- 2014 : Pierre Niney
- 2015 : Reda Kateb
- 2016 : Vincent Lacoste
- 2017 : neuděleno
- 2018 : Nahuel Pérez Biscayart
- 2019 : Philippe Katerine